# Teatro comunale (Reggiolo)
Il Teatro comunale è un teatro situato a Reggiolo, in provincia di Reggio Emilia.

## Storia
A fianco della Rocca medioevale (caratterizzata da una struttura severa ed imponente, che rappresenta un punto di riferimento certo dell'antico nucleo della vita politica e culturale del paese), lungo il lato orientale, nell'Ottocento è sorto il piccolo Teatro Comunale, un fabbricato autonomo caratterizzato da una facciata timpanata, di gusto classico, retta da un porticato di quattro colonne.
Nella storia di Reggiolo il Paralupi scrive che alla fine del Cinquecento, vi si sarebbero tenuti spettacoli in occasione del passaggio dell'imperatore Carlo V. Mentre dal Seicento era attiva a Reggiolo una sala preposta agli spettacoli teatrali che sorgeva nella stessa area dove sorge il teatro attuale. Restaurata innumerevoli volte nel secolo successivo, rimase inattiva per più di quarant'anni; condizione che ne determinò un irreversibile degrado. Ferdinando Bianchi, podestà di Reggiolo, riuscì ad ottenere dalla duchessa Maria Luigia di Parma l'autorizzazione a ricostruire nella medesima area, un nuovo e più moderno teatro che, portato a termine, fu inaugurato nel 1838.
L'opera fu compiuta con il contributo dei maggiorenti del paese che ne sovvenzionarono i lavori acquistandone i palchi. La realizzazione fu affidata all'architetto Luigi Sottili e le decorazioni ad un artista parmense rimasto anonimo.
Il sipario, di cui ora si conserva solo il lato sinistro perché danneggiato da un incendio nel 1973, è opera di Martini che riprende in maniera quasi identica il Trionfo di Pallade dipinto sul sipario del Teatro Regio di Parma. Sono inoltre andati perduti i bellissimi scenari realizzati dal Piazza.
Nel 1880 fu aggiunto al primo piano, sopra il porticato d'ingresso, un ridotto dedicato al pianista Giovanni Rinaldi, natìo di Reggiolo. Nella stessa occasione fu realizzata la facciata porticata, coronata da tre finestre e un timpano classicheggiante.

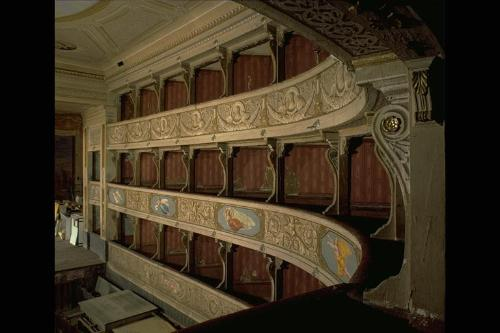
Interno del Teatro comunale di Reggiolo

Nell'interno la sala a ferro di cavallo, piuttosto allungata, presenta tre ordini di palchi di cui si distingue al centro il principale solo per una forma appena più pronunciata della balconata. In generale la struttura dell'odierno teatro è rimasta uguale a quella originaria, se si eccettua la decorazione del soffitto rifatta nel 1931 ad opera di Giuseppe Moscardini.
Dalla seconda metà dell'Ottocento e per i primi trentacinque anni del Novecento il teatro è stato assai attivo con numerose rappresentazioni di prosa, talune portate in scena da famosissime compagnie (Melato, Baseggio, Gramatica, Paternò e Zacconi), né mancarono le stagioni liriche con rappresentazioni di operette e opere, tra cui si rammentano La traviata e La Norma, seppure realizzate con scenografie necessariamente contenute, date le dimensioni del palcoscenico.
Durante la seconda guerra mondiale, il teatro fu trasformato in granaio. Intorno agli anni 1950 doveva essere abbattuto e poi trasformato in cinematografo, ma fortunosamente si è deciso altrimenti, tanto che nel 1964 furono fatti alcuni interventi di consolidamento alle strutture portanti quali i muri perimetrali, il tetto e i soffitti.
Prima del 1982 il teatro era utilizzato come magazzino comunale e gli atri dell'ingresso come sede di una società ciclistica. Nel 1982 vennero fatte opere di risanamento alle strutture, al pavimento ed è stata ridipinta la facciata. 
Grazie ai contributi regionali e alla legge sul sisma del 1987, dal 1982 al 1994 sono stati realizzati un buon numero di restauri che hanno reso il teatro parzialmente fruibile. Oggi sono di nuovo utilizzati il foyer e il Ridotto come sala conferenze e sala mostre con un ricco programma di esposizioni, mentre nel sottopalco è stato ricavato un ambiente che ospita la sede di una scuola di musica e di un complesso bandistico.
Nel 2004 si è portato a termine un intervento per la messa in sicurezza del velario danneggiato da infiltrazioni di acqua piovana. I restauri da effettuare sono ancora numerosi sia per l'impiantistica come per gli arredi e le decorazioni.